# Trichiorhyssemus kitayamai
Trichiorhyssemus kitayamai är en skalbaggsart som beskrevs av Teruo Ochi, Kawahara och Kawai 2001. Trichiorhyssemus kitayamai ingår i släktet Trichiorhyssemus och familjen Aphodiidae. Inga underarter finns listade i Catalogue of Life.